# イギリス国鉄37形ディーゼル機関車
37形（Class 37）は、1960年に登場したイギリス国鉄の電気式ディーゼル機関車である。動力近代化計画の一環として導入された客貨両用機関車であり、イングリッシュ・エレクトリックで製造された。農業用トラクターに似たエンジン音から「トラクター」と呼ばれる。

## 概要
動力近代化計画の一環で、1950年代より蒸気機関車に代わるディーゼル機関車を増備するイギリス国鉄では、当時の出力別分類で3型（タイプ3、出力1500馬力級）に相当する機関車の必要性が高まっていた。イングリッシュ・エレクトリックでは4型（出力2000馬力級）となる40形やアフリカ向け輸出機の製造実績があり、これを基に出力1,750馬力の客貨両用汎用機として設計されたのがイングリッシュ・エレクトリック3型（English Electric Type 3）、後の37形である。
イングリッシュ・エレクトリックのバルカン・ファウンドリー工場、およびロバート・スチーブンソン・アンド・ホーソーンズの工場で、1960年から1965年までに309両が製造された。本線用機関車としては重量が軽く、線路等級に制約のある線区への入線も可能となっている。
軸配置Co-Coの6軸機で、車体は両端の運転室の窓下の機器室が手前に突き出した形状になっており、車体下部には裾絞りがある。列車暖房装置は蒸気式を採用する。

## 運用
登場当初はイングランド東部の都市間旅客列車を中心に運用され、1960年代後半にはイングランド北東部やウェールズ、スコットランドにも運用範囲が拡大した。民営化後も使用が継続されたが、老朽化により廃車が進行し、現在は主にEWS（後のDBカーゴUK）とDRS（Direct Rail Service）に所属している。旅客列車は縮小傾向が続いている一方で、2019年にはカーディフ近郊の運用が復活した。

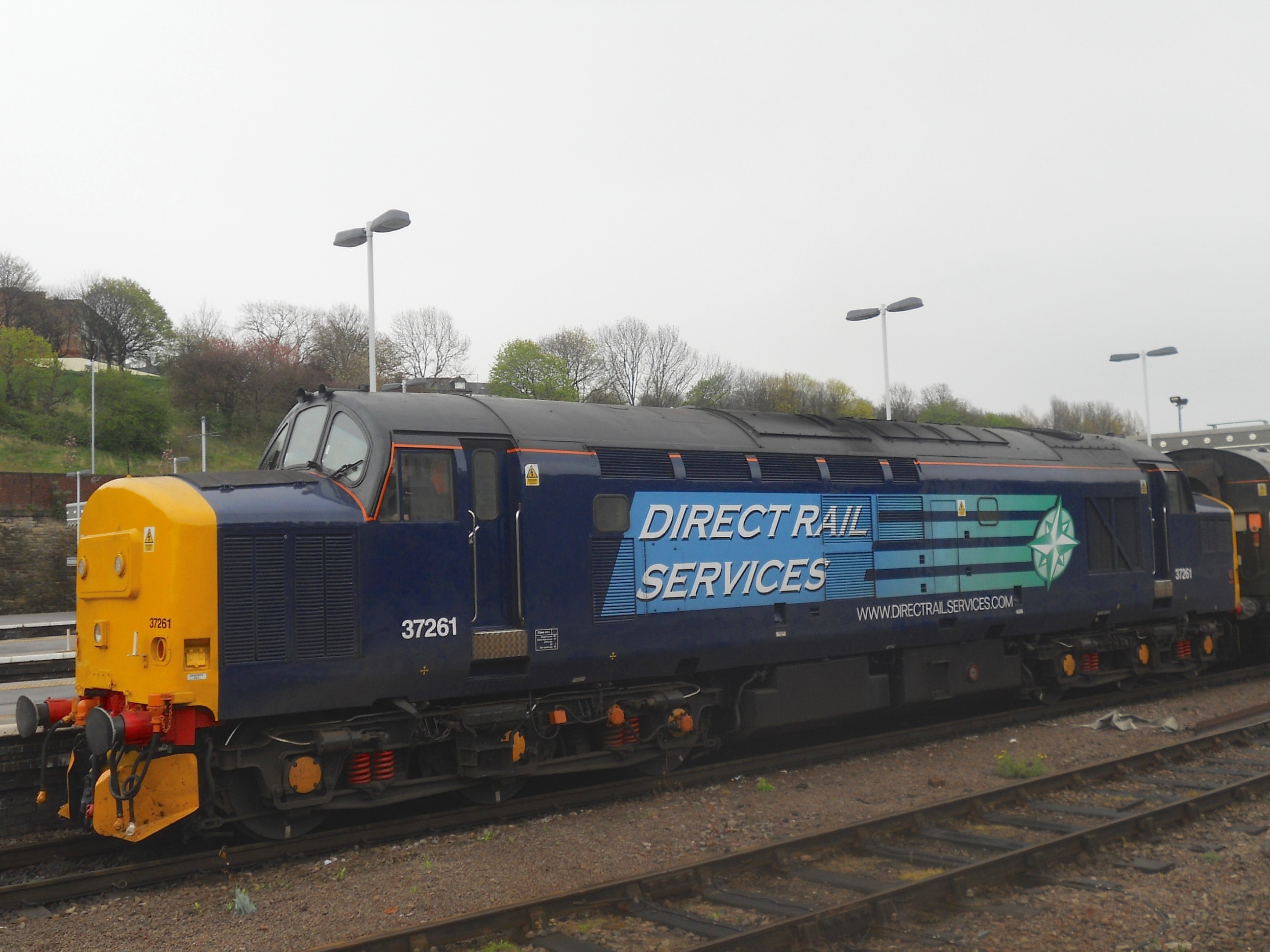
ダイレクト・レール・サービス（DRS）
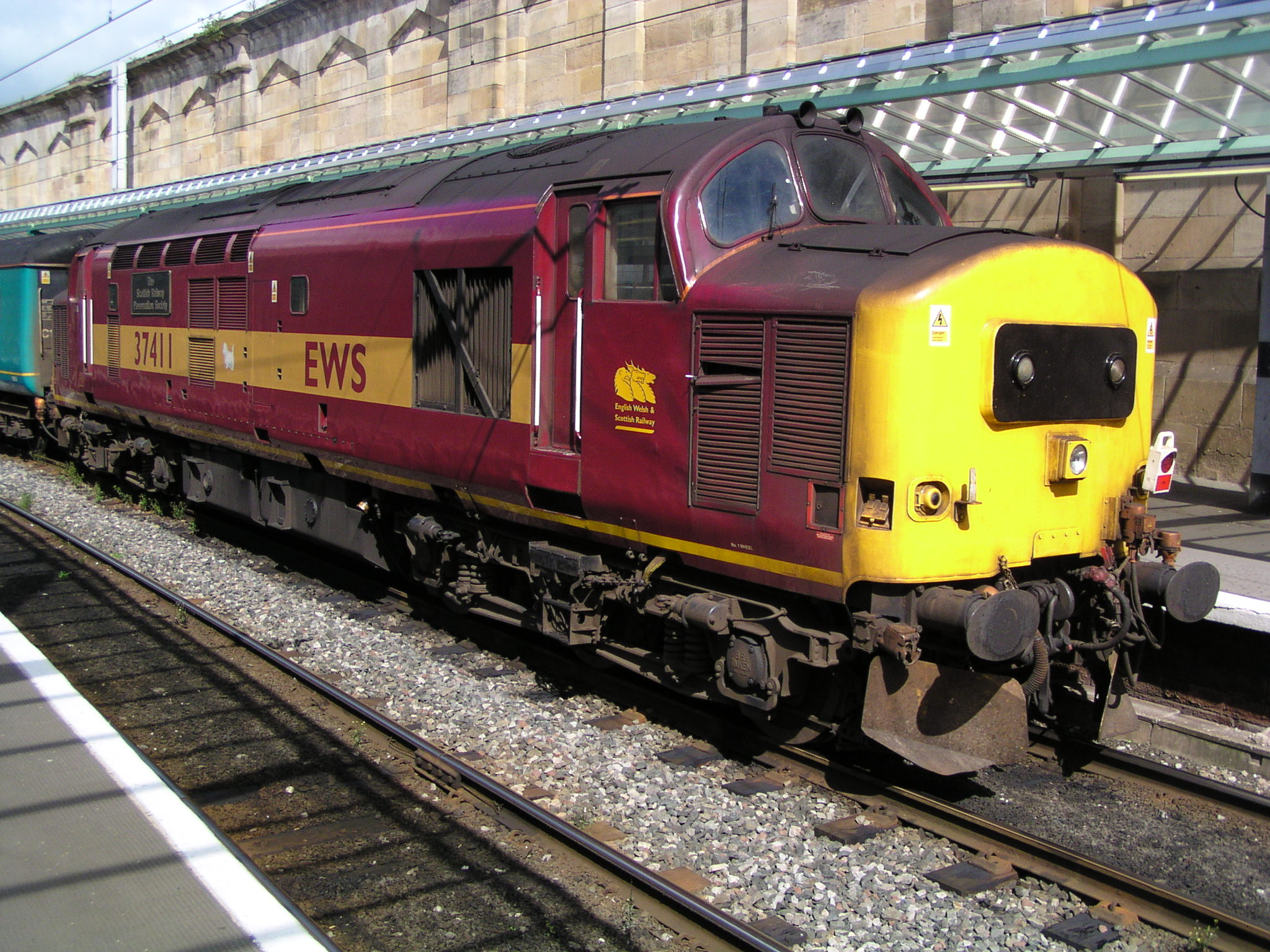
EWS
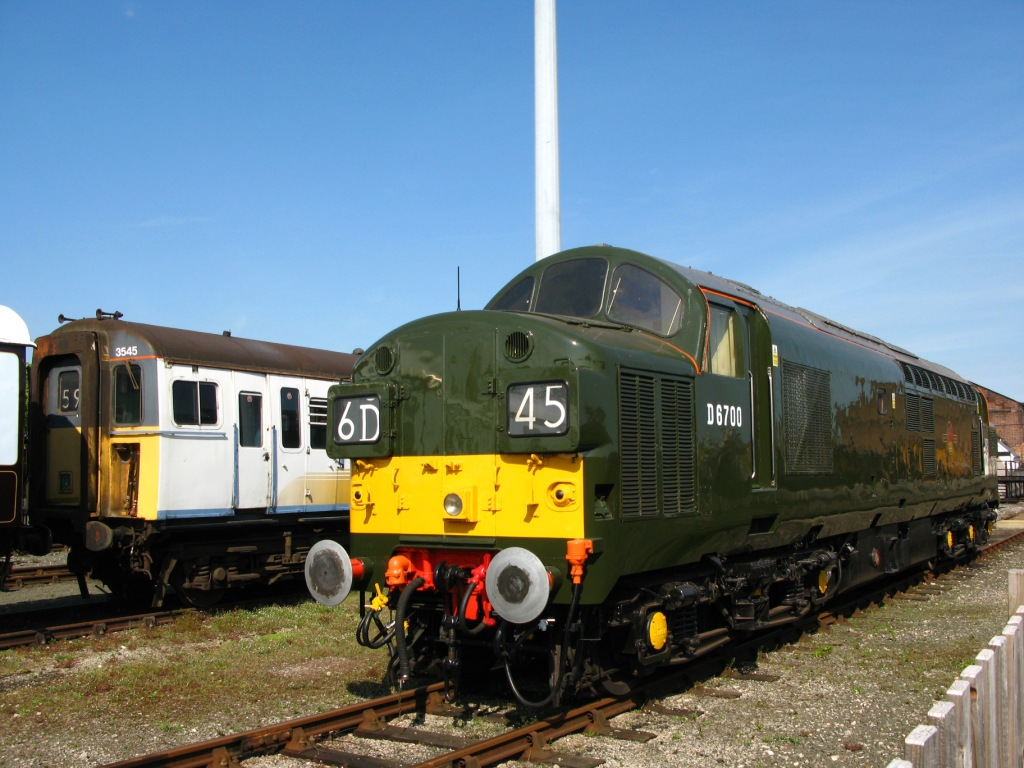
BRグリーン